# Ruisseau de Dère
Pour les articles homonymes, voir Dère.
Le ruisseau de Dère est un ruisseau français qui coule en région Occitanie, dans les départements de Tarn-et-Garonne et de la Haute-Garonne. C'est un affluent du ruisseau de Nadesse, donc un sous-affluent de la Garonne.

## Géographie
De 15,7 km de longueur, il prend sa source sur la commune de Puysségur dans la Haute-Garonne sous le nom de ruisseau de Marmèche et se jette dans le ruisseau de Nadesse en rive droite entre les communes de Bouillac et Savenès en Tarn-et-Garonne.

### Départements et communes traversés
- Haute-Garonne : Cox, Puysségur, Drudas, Lagraulet-Saint-Nicolas, Bellesserre.
- Tarn-et-Garonne : Beaupuy, Bouillac, Savenès.

## Principaux affluents
- Ruisseau d'Aigues-Vives : 4,3 km
- Les Pesquiers : 2,5 km
- L'Espital : 2,3 km
- Ruisseau de la Picarde : 2,4 km